# 芒格·马帝昂
芒格·马帝昂（英語：Mangok Mathiang；發音：MANG-go MATH-ee-ang；1992年10月8日—）為澳大利亞男子籃球運動員，代表南蘇丹參加國際賽。
马帝昂出生於當今南蘇丹首都朱巴，五歲時跟隨母親搬到埃及，兩年後再搬到澳大利亞悉尼，一年後在墨尔本定居。
2023年6月13日，马帝昂與紐西蘭破壞者簽下一年合約。2024年3月11日，马帝昂與伊羅尼拉馬特甘馬卡比簽約。9月26日，中国男子篮球职业联赛宁波富邦與马帝昂完成簽約。

## 外部連結
- 芒格·马帝昂在fiba.basketball（英语）
- 芒格·马帝昂在NBA（英语）
- 芒格·马帝昂在NBA G聯盟（英语）
- 芒格·马帝昂在土耳其籃球超級聯賽（英语）
- 芒格·马帝昂在義大利籃球聯賽（意大利语）
- 芒格·马帝昂在中国男子篮球职业联赛
- 芒格·马帝昂在韓國籃球聯賽（英语）
- 芒格·马帝昂在Basketball-Reference.com（NBA）（英语）
- 芒格·马帝昂在Basketball-Reference.com（NBA G聯盟）（英语）
- 芒格·马帝昂在Basketball-Reference.com（國際）（英语）
- 芒格·马帝昂在Sports-Reference.com（NCAA）（英语）
- 芒格·马帝昂在ESPN（NBA）（英语）
- 芒格·马帝昂在Eurobasket.com（球員）（英语）
- 芒格·马帝昂在Proballers（英语）
- 芒格·马帝昂在RealGM（英语）
- 芒格·马帝昂在中国篮球数据库
- 芒格·马帝昂在Flashscore（英语）